# 柯立芝 (喬治亞州)
柯立芝（英語：Coolidge）是一個位於美國喬治亞州托馬斯縣的城市。

## 地理
柯立芝的座標為31°00′39″N 83°52′00″W / 31.01083°N 83.86667°W，而該地的平均海拔高度為76米（即249英尺）。

## 人口
根據2010年美國人口普查的數據，柯立芝的面積為2.10平方千米，當中陸地面積為2.10平方千米，而水域面積為0.00平方千米。當地共有人口1315人，而人口密度為每平方千米626.19人。